# 1426
Évszázadok: 14. század – 15. század – 16. század
Évtizedek: 1370-es évek – 1380-as évek – 1390-es évek – 1400-as évek – 1410-es évek – 1420-as évek – 1430-as évek – 1440-es évek – 1450-es évek – 1460-as évek – 1470-es évek
Évek: 1421 – 1422 – 1423 – 1424 –  1425 – 1426 – 1427 – 1428 – 1429 – 1430 – 1431

## Események

### Határozott dátumú események
- március 6. – A St. James-i csatában(wd) a Bedford hercege vezette angol sereg legyőzi a franciákat, ezzel kikényszeríti, hogy Bretagne hercege elismerje az angol hűbéruralmat.[1]

### Határozatlan dátumú események
- május – Lazarevics István szerb despota elismeri Zsigmond magyar király főségét, utódjául Brankovics Györgyöt jelöli ki.[2]
- az év folyamán – 
  - Branda da Castiglione főiskolát alapít Paviában.[3]
  - A gnieznói érsek megindítja Hedvig lengyel királynő – szentté avatásának első lépéseként – életszentségének kivizsgálását. (Az eljárás 1454-ben megszakadt.)[4]

## Születések
- február 2. – I. Eleonóra navarrai királynő (†1479)
- február – I. Keresztély, Dánia, Norvégia és Svédország királya

## Halálozások
- december 27. – Ozorai Pipó hadvezér, kincstartó, temesi ispán, szörényi bán (* 1369)